# آشافنبورگ
شهر آشافنبورگ (به آلمانی: Aschaffenburg) شهری تاریخی است که در ایالت بایرن در کشور آلمان واقع شده و دارای جمعیتی در حدود ۷۰٬۰۰۰ نفر است. کتابخانه و موزه‌های مختلف این شهر، در کاخ یوهانس بورگ (به آلمانی: Schloss Johannisburg)در کنار بخش تاریخی شهر قرار دارند.

موقعیت آشافنبورگ در ایالت بایرن.

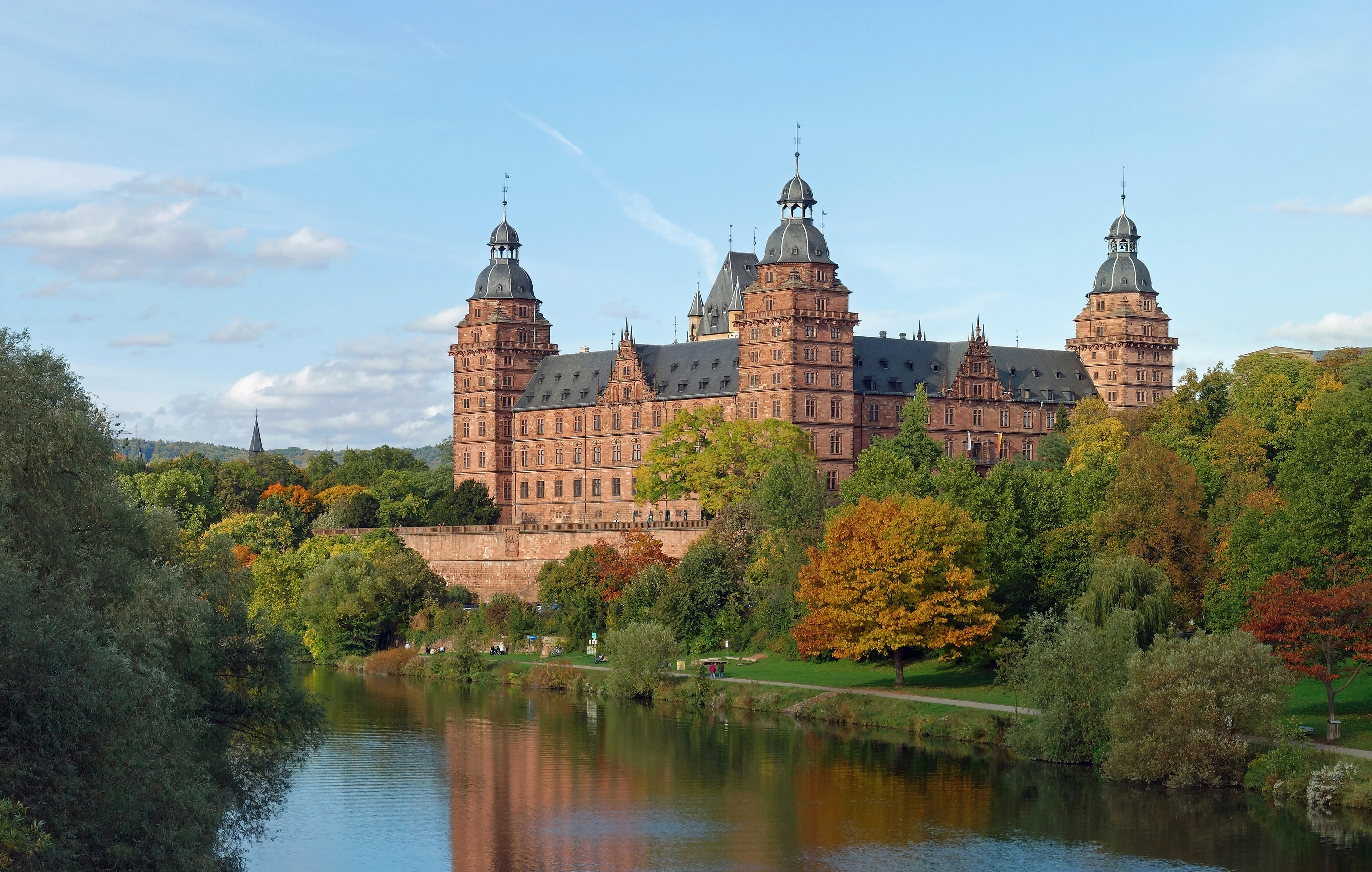
کاخ یوهانس بورگ.

## پیوندها
کاخ یوهانس بورگ